# 호스필드나무두더지
호스필드나무두더지(Tupaia javanica)는 청서번티기과에 속하는 나무두더지의 일종이다. 인도네시아의 토착종이다. 1822년 호스필드()가 처음 기술했고, 이 종의 서식 습성은 아직 알려져 있지 않다. 발리섬과 자와섬, 수마트라 서부, 니아스섬과 같은 인도네시아 섬에서 발견된다.